# Джанелидзе, Александр Илларионович
Александр Илларионович Джанелидзе (груз. ალექსანდრე ილარიონის ძე ჯანელიძე, 5 ноября 1888, село Никорцминда, Кутаисская губерния — 16 января 1975, Тбилиси) — советский геолог, академик Академии наук Грузинской ССР (1941), доктор геолого-минералогических наук (1923), профессор (1925), заслуженный деятель науки Грузинской ССР (1946).

## Биография
Окончил Кутаисскую классическую гимназию. В 1910 году окончил Парижский университет (Сорбонна), в 1916 — Казанский университет.
Член ВКП(б) с 1942 года.
Один из основателей грузинской геологической школы и геологического образования Грузии. В 1923—1924 он был председателем Закавказского коммунистического университета, заведующий кафедрой геологического факультета. С 1924 года работал в ТбГУ (в 1942—1945 годах был ректором университета, в 1924—1972 годах — заведующий кафедрой палеонтологии геологического факультета).
В 1925—1955 годах был директором им же основанного Института Геологии (ныне Институт геологии имени Джанелидзе Грузинской Академии наук). В 1926—1929 годах он заведовал каталогом Государственного музея Грузии.

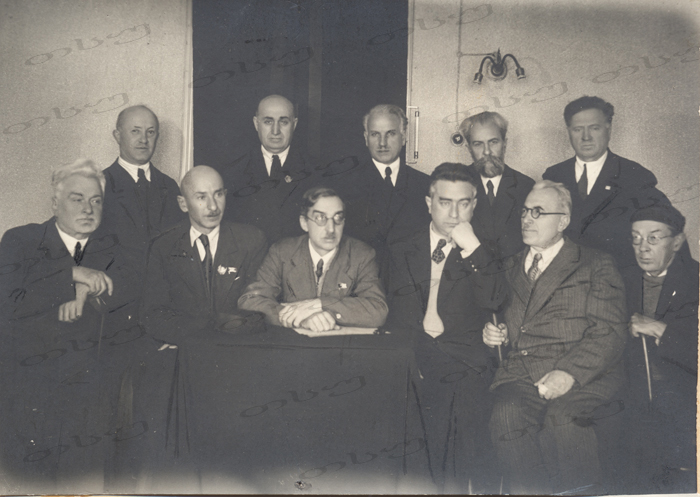
Первый президиум Академии наук Грузинской ССР : слева направо: Корнелий Кекелидзе, Николай Кецховели, Николай Мусхелишвили (председатель), Симон Джанашиа, Георгий Ахвледиани, Филипп Зайцев; Стоят: Александр Джанелидзе, Тарас Кварацхелия, Арнольд Чикобава, Георгий Чубинашвили, Акакий Шанидзе. 1941

В 1941 году при основании Академии наук Грузинской ССР был избран её действительным членом, в 1941—1963 годах — заведующий отделением математики и естественных наук Академии наук Грузинской ССР; в 1951—1955 годах — вице-президент Академии наук.
Один из основателей (1933) и председатель (1937—1975) Грузинского геологического общества.
Научные работы Джанелидзе в основном относятся к теоретическим вопросам палеонтологии, стратиграфии, тектоники и геологии.
Депутат Верховного Совета Грузинской ССР I—V созывов. Награждён 3 орденами Ленина, 2 орденами Трудового Красного Знамени и медалями.
Похоронен в Дидубийском пантеоне.
В 1982 году АН ГССР учредила премию имени Джанелидзе.

## Произведения
- კონტინენტები მათი წარმოშობა, თბ., 1955;
- მოგონებები, თბ., 1971;
- ნარკვევები გეოლოგიის ისტორიიდან; თბ., 1959;
- საქართველოს ბელტის პრობლემა, 1942.